# Kramer Sneed
Kramer A. Sneed (anteriormente Chuck) (nacido en  Winterville, Carolina del Norte, USA, el 7 de octubre de 1988) es un Lanzador de béisbol profesional, que juega para los Leones del Caracas en la Liga Venezolana de Béisbol Profesional (LVBP).
En enero de 2017 jugó con los Tiburones de La Guaira en calidad de refuerzo para los play off y semifinales.